# ORP Sokół (1966)
ORP Sokół (294) – okręt podwodny Marynarki Wojennej typu Kobben, poprzednio norweski KNM Stord (S-308), zbudowany w stoczni Nordseewerke w Republice Federalnej Niemiec. Zwodowany w 1966 roku, do służby w marynarce norweskiej wszedł w roku 1967. Wycofany ze służby w 2001 roku, w roku 2002 został przekazany Polsce. Podniesienie bandery i nadanie imienia odbyło się 4 czerwca 2002 roku. Okręt został wycofany ze służby 8 czerwca 2018 roku.

## Opis
ORP Sokół jest jednostką typu 207 wybudowaną w 1966 roku dla Norweskiej Marynarki Wojennej jako KNM Stord. W odróżnieniu od okrętów oryginalnego projektu, został zbudowany ze stali magnetycznej, co miało na celu zwiększenie dopuszczalnej głębokości zanurzenia, zastosowano też w nim kilka innych mniejszych modyfikacji, względem jednostek typu 205.

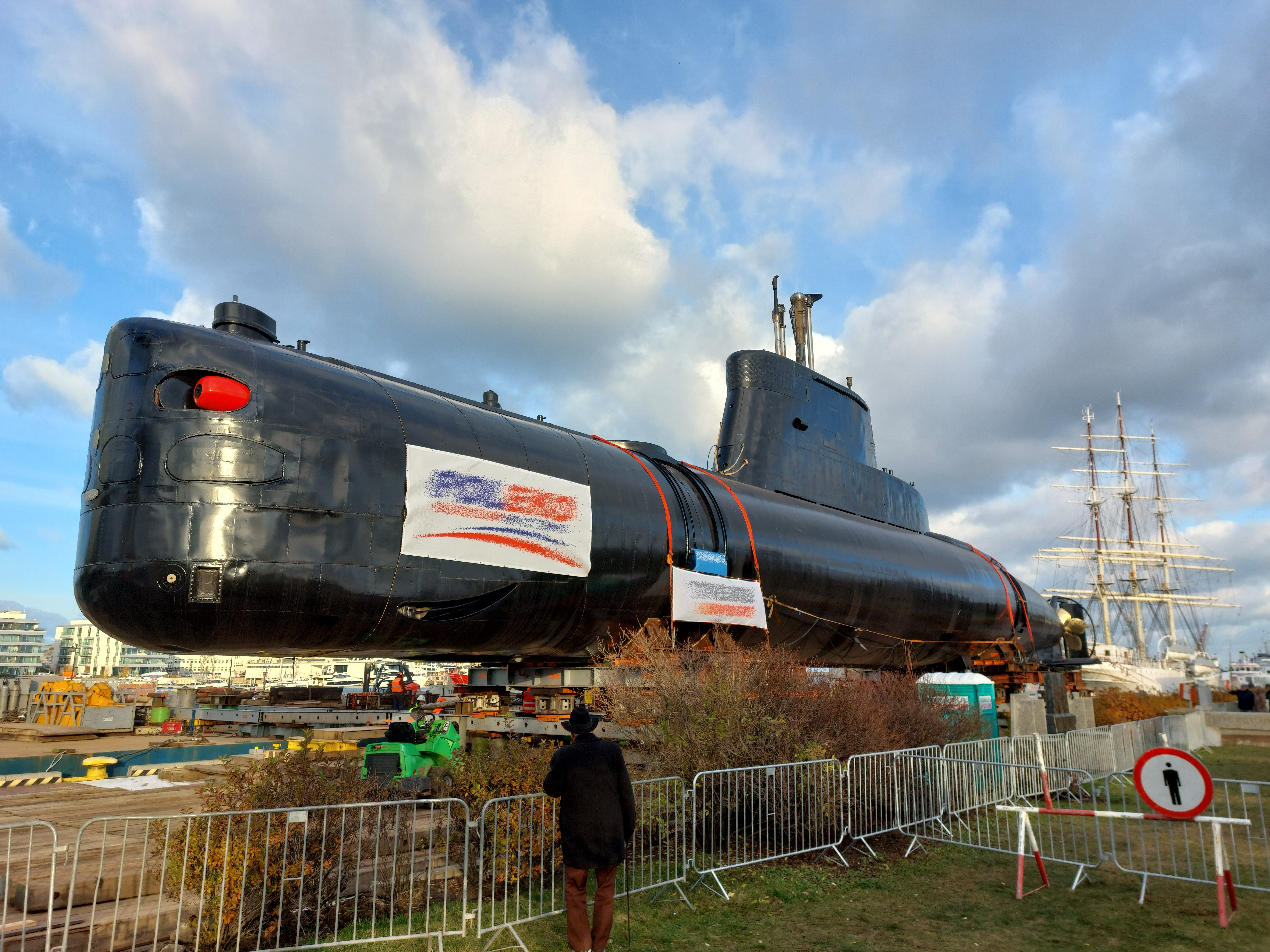
ORP Sokół po remoncie
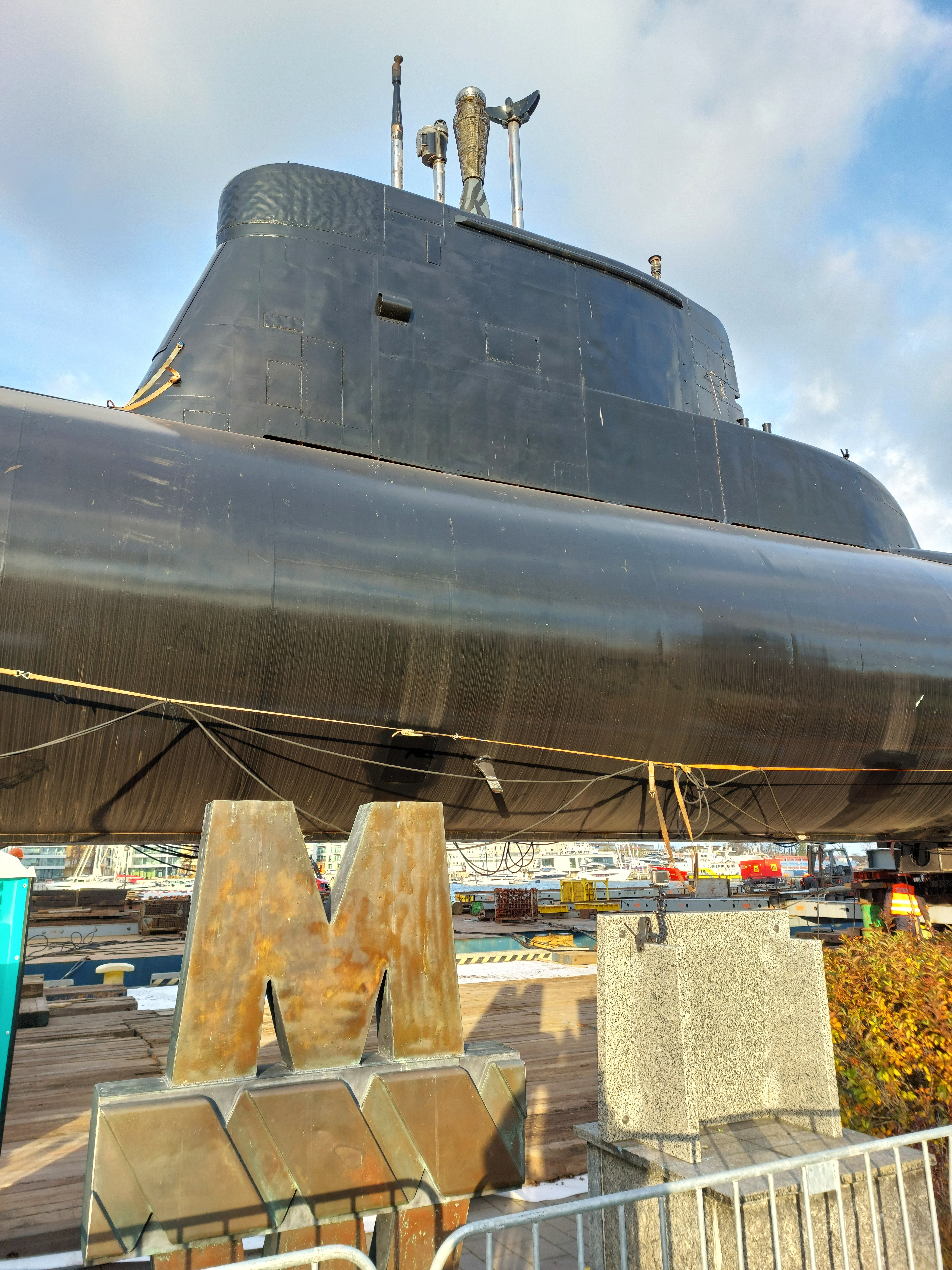
Kiosk z wysuniętym peryskopem
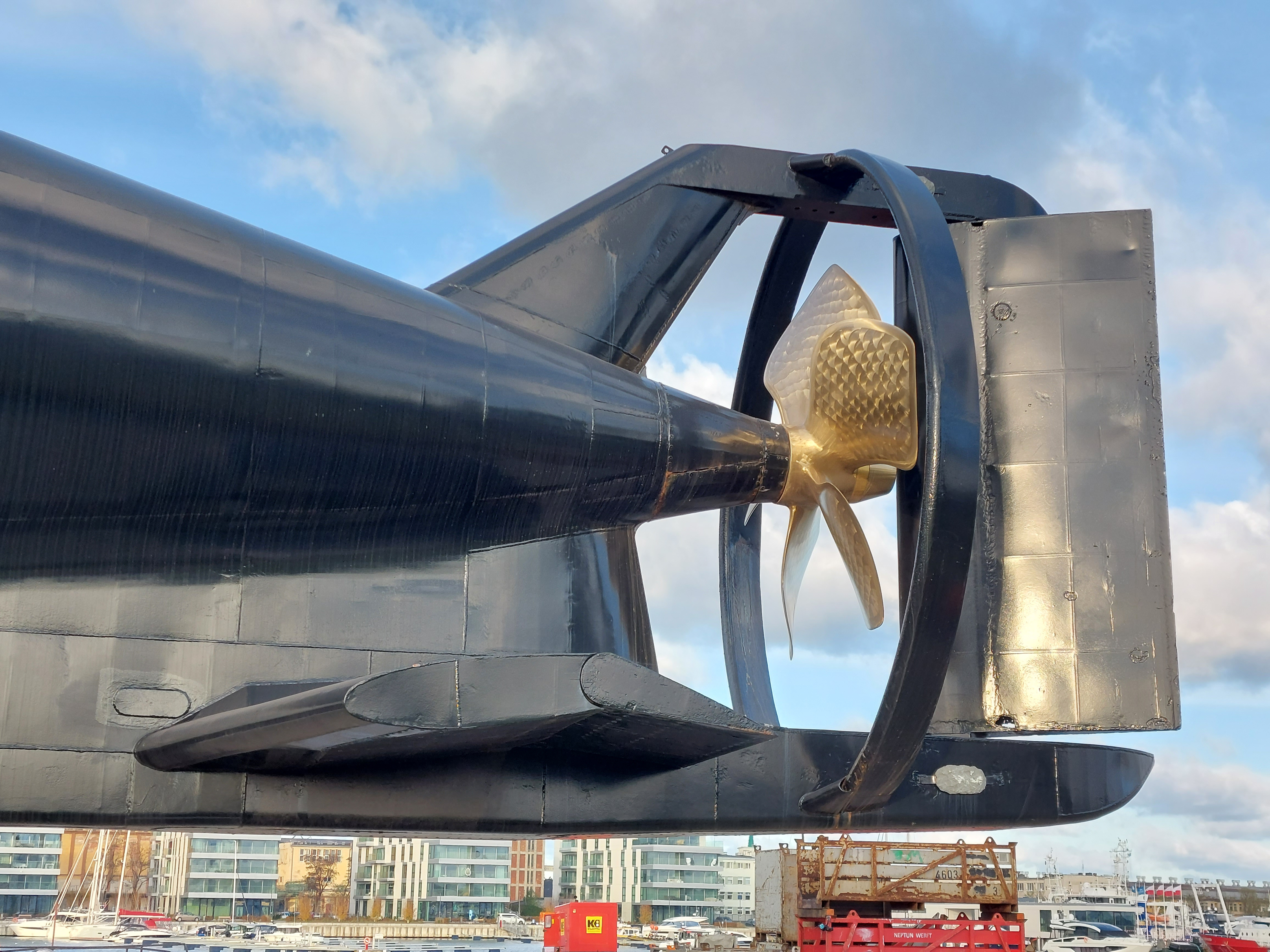
Śruba okrętowa
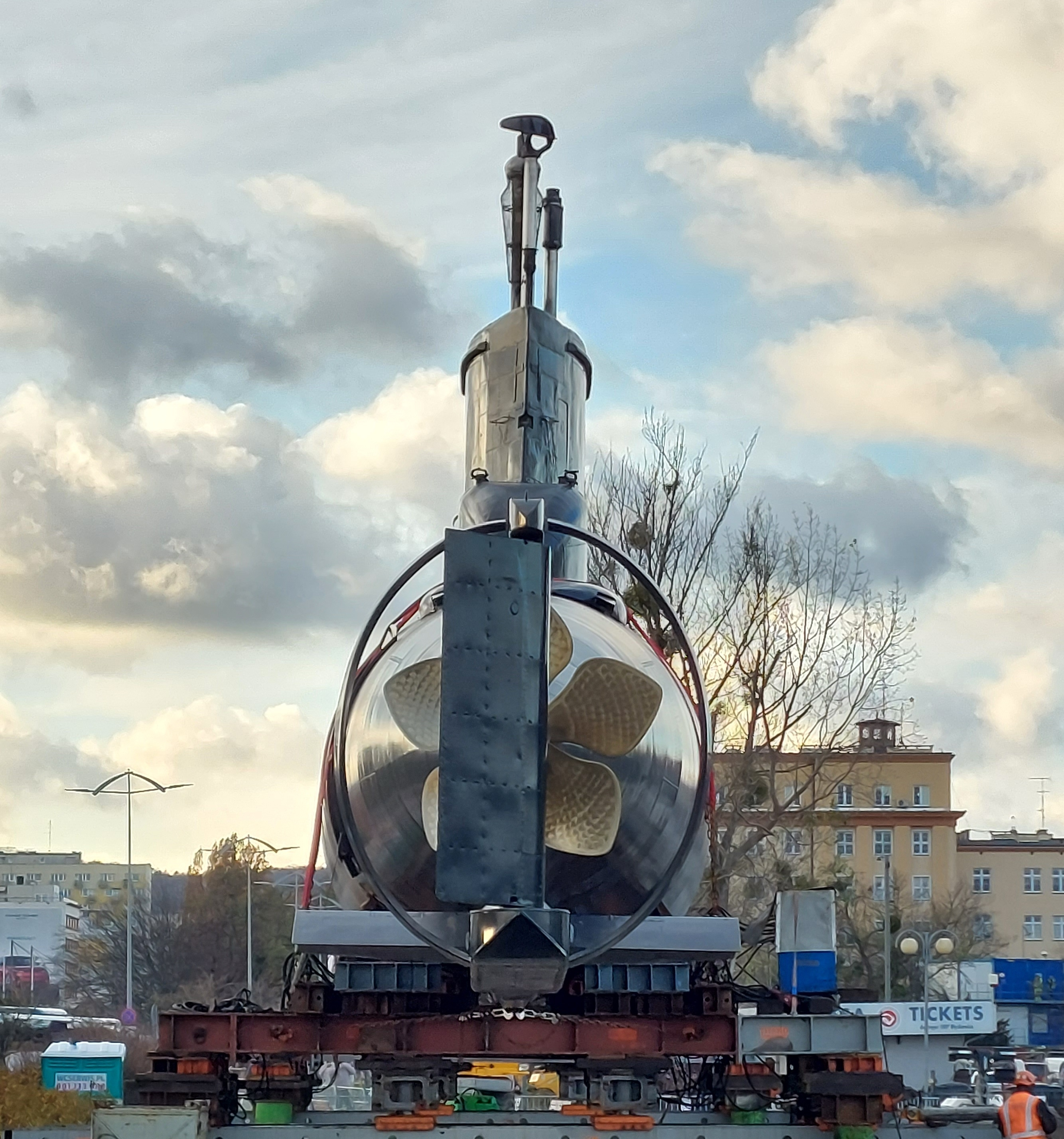
Widok od rufy

## Służba
KNM „Stord” (S-308) został zwodowany 2 września 1966 roku w zachodnioniemieckiej stoczni Nordseewerke, jako czternasty okręt typu 207, stanowiący modyfikację niemieckiego typu 205. W 1967 roku wszedł do służby w marynarce norweskiej, z której został wycofany w roku 2001. Został następnie przekazany nieodpłatnie polskiej marynarce wojennej, w której skład wszedł oficjalnie 4 czerwca 2002 roku pod nazwą ORP „Sokół” z numerem taktycznym 294. Służył w ramach dywizjonu Okrętów Podwodnych 3 Flotylli Okrętów, a ze służby został wycofany 8 czerwca 2018 roku.
W ciągu 16 lat służby pod biało-czerwoną banderą okręt przebył prawie 26000 mil morskich, wykonując 174 zanurzenia. W 2003 wygrał rywalizację w konkursie na „Przodujący okręt 3. Flotylli Okrętów” w grupie okrętów bojowych oraz o miano „Najlepszego okrętu w Marynarce Wojennej RP”.
Służbę zakończył 8 czerwca 2018 r. Ostatnim dowódcą był kmdr ppor. Łukasz Szmigiel.

## Dowódcy okrętu
- kpt. mar. Sławomir Wiśniewski
- kpt. mar. Tomasz Krasoń
- kpt. mar. Grzegorz Chomicz
- kmdr ppor. Piotr Pawłowski
- kmdr ppor. Roman Gęzikiewicz
- kmdr ppor. Tomasz Sołkiewicz
- kmdr ppor. Łukasz Szmigiel

## Obiekt muzealny

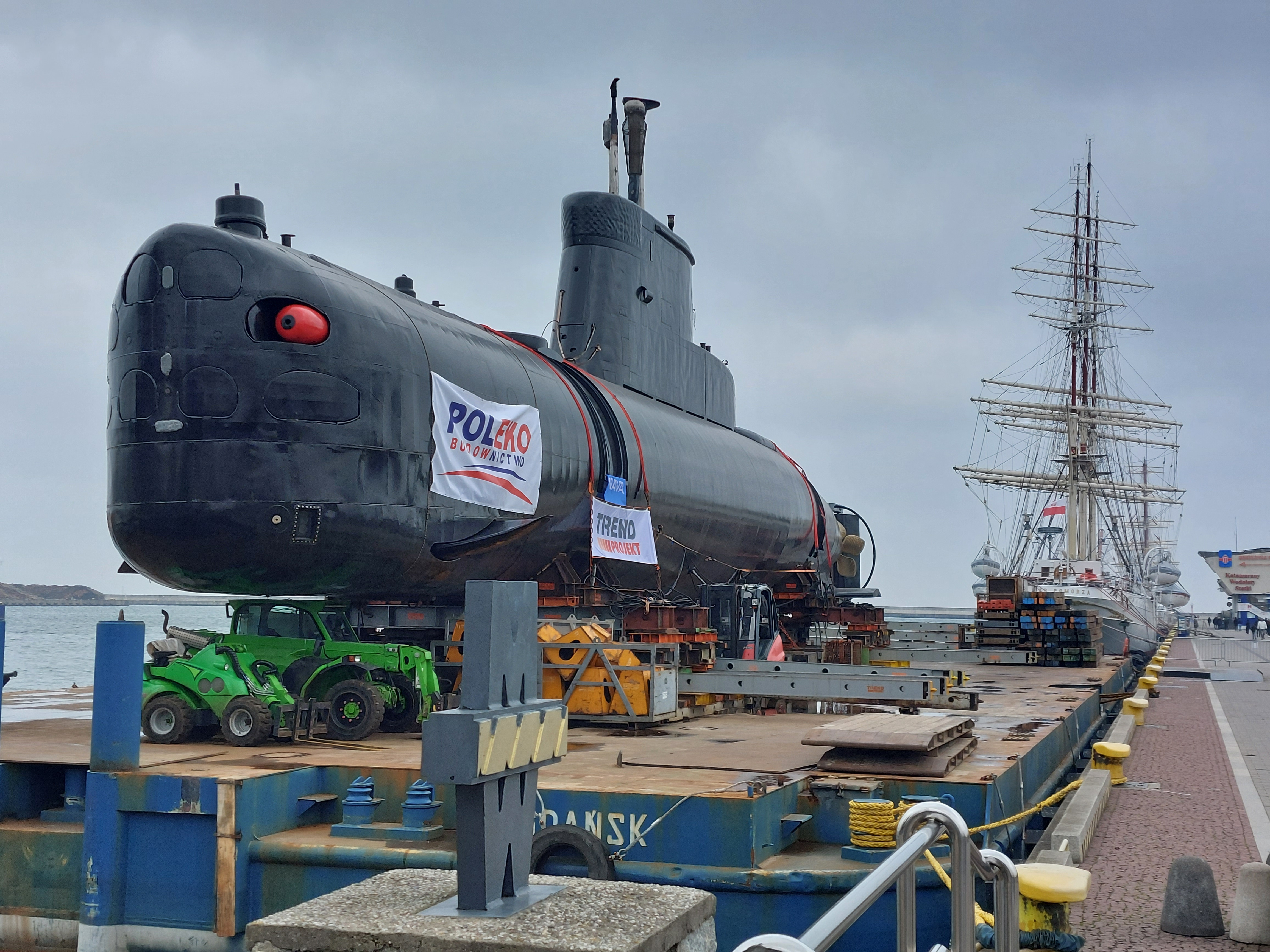
ORP „Sokół” na pontonie TRD-Voyager przy nabrzeżu Mola Południowego w trakcie ostatniej drogi do Muzeum Marynarki Wojennej (19 listopada 2023)

Jeszcze przed wycofaniem ORP „Sokoła” ze służby Muzeum Marynarki Wojennej (MMW) w Gdyni rozpoczęło starania o jego przejęcie i udostępnienie do zwiedzania. Zgodnie z doniesieniami prasowymi z 13 marca 2018 roku, Ministerstwo Obrony Narodowej wydało zgodę dla MMW na przekształcenie „Sokoła”, po zakończeniu jego służby w Marynarce Wojennej, w okręt-muzeum. 11 października 2019 roku wiceminister obrony narodowej Wojciech Skurkiewicz zatwierdził ogłoszenie naboru wniosków o nieodpłatne przekazanie mienia ruchomego nr 4/2019/WWzS, zgodnie z którym chętni mogli wnioskować o nieodpłatne przekazanie „Sokoła”. Jednym z wnioskujących było MMW i jego wniosek został pozytywnie rozpatrzony przez MON. 28 lipca 2020 roku MMW zawarło umowę z komendą Portu Wojennego Gdynia na formalne przejęcie „Sokoła”, zaś dzień później umowę z PGZ Stocznią Wojenną na wyciągnięcie okrętu na ląd, wyczyszczenie i odpowiednie przygotowanie do wyeksponowania. 
Według pierwotnych planów, ORP „Sokół” miał stanąć w suchym doku obok Akwarium Gdyńskiego. Zgodnie z przyjętą koncepcją okręt miał być zagłębiony w gruncie i częściowo przykryty taflami szkła imitującymi poziom wody, ponad który wystawać miała jedynie część kadłuba i kiosk. Projekt miał także umożliwiać zwiedzającym zejście pod taflę szkła i oglądanie okrętu od zewnątrz. Realizowane przez PGZ Stocznię Wojenną w ścisłym uzgodnieniu i pod nadzorem pracowników Muzeum Marynarki Wojennej prace związane z przygotowaniem okrętu do ekspozycji obejmowały oczyszczenie, zakonserwowanie i pomalowanie kadłuba, wypolerowanie śruby napędowej oraz wycięcie w kadłubie dwóch otworów komunikacyjnych, umożliwiających wchodzenie i wychodzenie zwiedzającym. Dokonano ponadto demontażu jednego z dwóch zespołów napędowych okrętu z myślą o uczynieniu z niego osobnego eksponatu w muzeum. W celu zwiększenia atrakcyjności turystycznej jednostki wysunięto i zakonserwowano jej zewnętrzny osprzęt tj. radar, antenę, peryskop, chrapy i lampy sygnalizacyjne. W pozycji wysuniętej pozostawiono także specjalnie wykonany model 
torpedy w jednej z wyrzutni. Po zakończeniu prac do kadłuba przyspawano podstawy, na których będzie on spoczywał. Szacowany koszt przebudowy okrętu na cele muzealne wyniósł 10 milionów złotych.
17 listopada 2023 roku rozpoczął się proces umieszczenia okrętu na otwartej wystawie Muzeum Marynarki Wojennej w Gdyni. Wówczas spoczywający na pontonie TRD-Voyager okręt został zaholowany z PGZ Stoczni Wojennej do nabrzeża Mola Południowego, gdzie zajął miejsce okrętu-muzeum ORP „Błyskawica”, który dzień wcześniej tymczasowo odholowano do gdyńskiego Portu Wojennego. 21 listopada „Sokoła” umieszczono na dwóch samonośnych wózkach SPMT przeznaczonych do przewożenia ciężkich ładunków wielkogabarytowych, zaś dwa dni później okręt został przewieziony w rejon bulwaru Nadmorskiego gdzie mieści się siedziba Muzeum Marynarki Wojennej liczącą ponad 800 m trasą, która objęła m.in. skwer Kościuszki i aleję Topolową. 24 listopada jednostka została posadowiona w docelowym miejscu – w niecce ekspozycyjnej przy Muzeum Marynarki Wojennej. Udostępnienie do zwiedzania nastąpiło 25 marca 2025 roku.